# Lamar Hunt U.S. Open Cup 2023
La U.S. Open Cup 2023 fue la edición número 108 de la U.S. Open Cup, una competición a eliminación directa en el fútbol estadounidense organizada por la Federación de Fútbol de los Estados Unidos. En esta edición se disputó desde marzo hasta finales de septiembre de ese año.
Esta edición contó con 100 clubes y Orlando City partió como el campeón defensor.
El ganador del torneo fue el Houston Dynamo que derrotó en la final al Inter Miami, ganando su segundo título en la competición y clasificando a la Copa de Campeones de la Concacaf 2024.

## Calendario
| Ronda            | Fecha de sorteo | Fechas de partidos | Equipos que entran                                                                   | Total de equipos |
| ---------------- | --------------- | ------------------ | ------------------------------------------------------------------------------------ | ---------------- |
| Primera ronda    | 3 de febrero    | 21–23 de marzo     | 28 equipos de la Open Division                                                       | 28               |
| Segunda ronda    | 16 de febrero   | 4–11 de abril      | 14 ganadores de la primera ronda 22 equipos de la Division III 24 equipos de la USLC | 74               |
| Tercera ronda    | 8 de abril      | 25–26 de abril     | 30 ganadores de la segunda ronda 18 equipos de la MLS                                | 92               |
| Cuarta ronda     | 27 de abril     | 9–10 de mayo       | 24 ganadores de la tercera ronda 8 mejor ubicados de la MLS                          | 100              |
| Octavos de final | 11 de mayo      | 23–24 de mayo      | 16 ganadores de la cuarta ronda                                                      | 100              |
| Cuartos de final | 11 de mayo      | 6–7 de junio       | 8 ganadores de los octavos de final                                                  | 100              |
| Semifinales      | 8 de junio      | 23 de agosto       | 4 ganadores de los cuartos de final                                                  | 100              |
| Final            | 8 de junio      | 27 de septiembre   | 2 ganadores de las semifinales                                                       | 100              |

## Equipos participantes

### Tabla
| Entrantes en Primera ronda | Entrantes en Primera ronda | Entrantes en Segunda ronda | Entrantes en Segunda ronda | Entrantes en Tercera ronda | Entrantes en Cuarta ronda |
| Open Division | Open Division | Division III | Division II | Division I | Division I |
| USCS/USASA/USSSA/ANFEEU 10 equipos | NPSL/USL2 18 equipos | MLS Next Pro/NISA/USL1 22 equipos | USL Championship 24 equipos | MLS 26 equipos | MLS 26 equipos |
| National Amateur Cup - Bavarian United SC (MWPL) Local Qualifiers - Beaman United FC (UPSL) - Capo FC (NISAN) - Chicago House AC (MWPL) - Club de Lyon (open) (NISAN) - Inter San Francisco (SFSFL) - Lansdowne Yonkers (EPSL) - Miami United FC (NSL) - UDA Soccer (UPSL) - West Chester United (USLP) | NPSL - Appalachian FC - Cleveland SC - Crossfire Redmond - El Farolito SC - FC Motown - Hartford City FC - Jacksonville Armada U-23 - Tulsa Athletic USL2 - Brazos Valley Cavalry FC - Des Moines Menace - Lionsbridge FC - Manhattan SC - Nona FC - North Carolina Fusion U23 - Ocean City Nor'easters - Park City Red Wolves SC - Project 51O - Ventura County Fusion | MLS Next Pro - Rochester New York FC NISA - ALBION San Diego - City Union - Chattanooga FC - Club de Lyon FC (D3) - Gold Star FC Detroit - Los Angeles Force - Maryland Bobcats FC - Michigan Stars FC - Savannah Clovers FC USL1 - Central Valley Fuego FC - Charlotte Independence - Chattanooga Red Wolves SC - Forward Madison FC - Greenville Triumph SC - Lexington SC - North Carolina FC - Northern Colorado Hailstorm FC - One Knoxville SC - Richmond Kickers - South Georgia Tormenta FC - Union Omaha | - Birmingham Legion FC - Charleston Battery - Colorado Springs Switchbacks FC - Detroit City FC - El Paso Locomotive FC - Hartford Athletic - Indy Eleven - Las Vegas Lights FC - Loudoun United FC - Louisville City FC - Memphis 901 FC - Miami FC - Monterey Bay FC - New Mexico United - Oakland Roots SC - Orange County SC - Phoenix Rising FC - Pittsburgh Riverhounds SC - Rio Grande Valley FC - Sacramento Republic FC - San Antonio FC - San Diego Loyal SC - Tampa Bay Rowdies - FC Tulsa | - Atlanta United FC - Charlotte FC - Chicago Fire FC - Colorado Rapids - FC Cincinnati - Columbus Crew - D.C. United - Houston Dynamo FC - Inter Miami CF - Minnesota United FC - Nashville SC - New England Revolution - Portland Timbers - Real Salt Lake - San Jose Earthquakes - Seattle Sounders FC - Sporting Kansas City - St. Louis City SC | - Austin FC - FC Dallas - LA Galaxy - Los Angeles FC - New York City FC - New York Red Bulls - Orlando City SC - Philadelphia Union |

### Premios
| Logro                               | Premio   |
| ----------------------------------- | -------- |
| $: Avance de ronda (según división) | $25 000  |
| $$: Subcampeón                      | $100 000 |
| $$$: Campeón                        | $300 000 |

## Primera ronda
En esta ronda ingresaron un total de 28 equipos de la categorías amateurs USCS, USASA, USSSA, ANFEEU, NPSL y USL2. Los partidos se jugaron entre el 21 y 23 de marzo de 2023.
| Equipo 1                 | Resultado    | Equipo 2                  |
| ------------------------ | ------------ | ------------------------- |
| El Farolito              | 3–0 (t. s.)  | Inter San Francisco       |
| West Chester United      | 1–3          | Ocean City Nor'easters    |
| Club de Lyon 2           | 0–1          | Nona                      |
| Appalachian              | 2–2 (3–0 p.) | North Carolina Fusion U23 |
| Manhattan                | 2–1 (t. s.)  | Motown                    |
| Chicago House            | 1–0          | Milwaukee Bavarian        |
| Beaman United            | 0–3          | Des Moines Menace         |
| Tulsa Athletic           | 1–0          | Brazos Valley Cavalry     |
| UDA Soccer               | 1–0          | Park City Red Wolves      |
| Project 51O              | 0–3          | Crossfire Redmond         |
| Ventura County Fusion    | 1–4          | Capistrano                |
| Cleveland                | 1–0          | Lionsbridge               |
| Jacksonville Armada U-23 | 1–1 (9–8 p.) | Miami United              |
| Hartford City            | 1–2          | Lansdowne Yonkers         |

## Segunda ronda
En esta ronda participaron un total de 60 equipos, 14 ganadores de la primera ronda y 46 entrantes de las divisiones MLS Next Pro, NISA, USL1 y USL Championship. Los partidos se jugaron entre el 4 y 11 de abril de 2023.
| Equipo 1                     | Resultado   | Equipo 2                    |
| ---------------------------- | ----------- | --------------------------- |
| Miami F. C.                  | 3–1         | Jacksonville Armada U-23    |
| Hartford Athletic            | 3–0         | Lansdowne Yonkers           |
| One Knoxville                | 1–2 (t. s.) | Memphis 901                 |
| Charleston Battery           | 4–1         | Savannah Clovers            |
| Detroit City                 | 1–0         | Gold Star FC Detroit        |
| Tampa Bay Rowdies            | 2–0         | Nona                        |
| Flower City Union            | 3–1         | Manhattan                   |
| San Antonio F. C.            | 2–1 (t. s.) | Club de Lyon                |
| New Mexico United            | 6–0         | UDA Soccer                  |
| Oakland Roots                | 3–1         | El Farolito                 |
| Charlotte Independence       | 2–0         | Appalachian                 |
| Indy Eleven                  | 3–1 (t. s.) | Michigan Stars              |
| Pittsburgh Riverhounds       | w/o         | Rochester Rhinos            |
| Louisville City              | 1–0         | Lexington                   |
| Loudoun United               | 2–1 (t. s.) | North Carolina              |
| Maryland Bobcats             | 3–2 (t. s.) | Ocean City Nor'easters      |
| Chattanooga Red Wolves       | 1–4         | Birmingham Legion           |
| South Georgia Tormenta       | 2–1         | Rio Grande Valley           |
| Des Moines Menace            | 1–4         | Chattanooga                 |
| Union Omaha                  | 2–0         | El Paso Locomotive          |
| Tulsa Athletic               | 1–0         | F. C. Tulsa                 |
| Colorado Springs Switchbacks | 1–3 (t. s.) | Northern Colorado Hailstorm |
| Orange County                | 5–0         | Capistrano                  |
| Sacramento Republic          | 5–4 (t. s.) | Crossfire Redmond           |
| San Diego Loyal              | 2–0         | Albion San Diego            |
| Central Valley Fuego         | 1–3 (t. s.) | Monterey Bay                |
| Las Vegas Lights             | 4–0         | Los Angeles Force           |
| Phoenix Rising               | 1–0         | Greenville Triumph          |
| Richmond Kickers             | 3–2         | Cleveland                   |
| Forward Madison              | 2–3 (t. s.) | Chicago House               |

## Tercera ronda
En esta ronda participaron un total de 48 equipos, 30 ganadores de la segunda ronda y 18 entrantes de la Major League Soccer. Los partidos se jugaron entre el 25 y 26 de abril de 2023.
| Equipo 1               | Resultado    | Equipo 2                    |
| ---------------------- | ------------ | --------------------------- |
| Loudoun United         | 5–0          | Flower City Union           |
| New England Revolution | 2–1          | Hartford Athletic           |
| D. C. United           | 1–0          | Richmond Kickers            |
| Pittsburgh Riverhounds | 2–0          | Maryland Bobcats            |
| Charleston Battery     | 1–0 (t. s.)  | Charlotte Independence      |
| Charlotte F. C.        | 4–1          | South Georgia Tormenta      |
| Tampa Bay Rowdies      | 0–1          | Houston Dynamo              |
| Miami F. C.            | 2–2 (3–5 p.) | Inter de Miami              |
| Atlanta United         | 1–2 (t. s.)  | Memphis 901                 |
| Nashville S. C.        | 1–0          | San Antonio F. C.           |
| Birmingham Legion      | 1–1 (4–3 p.) | Chattanooga                 |
| Columbus Crew          | 1–0          | Indy Eleven                 |
| F. C. Cincinnati       | 1–0          | Louisville City             |
| Detroit City           | 1–3          | Minnesota United            |
| Chicago Fire           | 3–0          | Chicago House               |
| St. Louis City         | 5–1          | Union Omaha                 |
| Sporting Kansas City   | 3–0          | Tulsa Athletic              |
| Colorado Rapids        | 3–1          | Northern Colorado Hailstorm |
| Las Vegas Lights       | 1–3 (t. s.)  | Real Salt Lake              |
| New Mexico United      | 2–1          | Phoenix Rising              |
| Sacramento Republic    | 1–0          | Oakland Roots               |
| Monterey Bay           | 1–0          | San Jose Earthquakes        |
| Portland Timbers       | 3–1          | Orange County               |
| Seattle Sounders       | 5–4 (t. s.)  | San Diego Loyal             |

## Cuarta ronda
En esta ronda participaron un total de 32 equipos, 24 ganadores de la tercera ronda y los 8 equipos restantes de la Major League Soccer. Los partidos se jugaron entre el 9 y 10 de mayo de 2023.
| Equipo 1               | Resultado    | Equipo 2               |
| ---------------------- | ------------ | ---------------------- |
| New York Red Bulls     | 1–0          | D. C. United           |
| New England Revolution | 0–1          | Pittsburgh Riverhounds |
| Charlotte F. C.        | 1–0          | Orlando City S. C.     |
| Inter de Miami         | 1–0          | Charleston Battery     |
| Chicago Fire           | 2–1          | St. Louis City         |
| Minnesota United       | 3–3 (7–6 p.) | Philadelphia Union     |
| Sacramento Republic    | 2–4          | Colorado Rapids        |
| Monterey Bay           | 2–2 (4–5 p.) | Los Angeles F. C.      |
| Austin F. C.           | 2–0          | New Mexico United      |
| Houston Dynamo         | 1–0          | Sporting Kansas City   |
| Birmingham Legion      | 3–0          | Memphis 901            |
| Nashville S. C.        | 2–0          | F. C. Dallas           |
| Portland Timbers       | 3–4          | Real Salt Lake         |
| Los Angeles Galaxy     | 3–1          | Seattle Sounders       |
| Loudoun United         | 1–5          | Columbus Crew          |
| F. C. Cincinnati       | 1–0          | New York City F. C.    |

## Fase final

### Cuadro de desarrollo
|  | Octavos de final       | Octavos de final       |                   |       | Cuartos de final | Cuartos de final |  |  | Semifinales  | Semifinales  |  |  | Final            | Final            |
|  | 23 y 24 de mayo        | 23 y 24 de mayo        |                   |       | 6 y 7 de junio   | 6 y 7 de junio   |  |  | 23 de agosto | 23 de agosto |  |  | 27 de septiembre | 27 de septiembre |
|  |                        |                        |                   |       |                  |                  |  |  |              |              |  |  |                  |                  |
|  |                        |                        |                   |       |                  |                  |  |  |              |              |  |  |                  |                  |
|  |                        |                        |                   |       |                  |                  |  |  |              |              |  |  |                  |                  |
|  | Austin F. C.           | 0                      |                   |       |                  |                  |  |  |              |              |  |  |                  |                  |
|  | Austin F. C.           | 0                      |                   |       |                  |                  |  |  |              |              |  |  |                  |                  |
|  | Chicago Fire           | 2                      |                   |       |                  |                  |  |  |              |              |  |  |                  |                  |
|  | Chicago Fire           | 2                      | Chicago Fire      | 1     |                  |                  |  |  |              |              |  |  |                  |                  |
|  |                        |                        |                   | 1     |                  |                  |  |  |              |              |  |  |                  |                  |
|  |                        | Houston Dynamo         | 4                 |       |                  |                  |  |  |              |              |  |  |                  |                  |
|  | Houston Dynamo         | Houston Dynamo         | 4                 | 4     |                  |                  |  |  |              |              |  |  |                  |                  |
|  | Houston Dynamo         |                        |                   | 4     |                  |                  |  |  |              |              |  |  |                  |                  |
|  | Minnesota United       | 0                      |                   |       |                  |                  |  |  |              |              |  |  |                  |                  |
|  | Minnesota United       | 0                      | Houston Dynamo    | 3     |                  |                  |  |  |              |              |  |  |                  |                  |
|  |                        |                        |                   | 3     |                  |                  |  |  |              |              |  |  |                  |                  |
|  |                        | Real Salt Lake         | 1                 |       |                  |                  |  |  |              |              |  |  |                  |                  |
|  | Colorado Rapids        | Real Salt Lake         | 1                 | 0     |                  |                  |  |  |              |              |  |  |                  |                  |
|  | Colorado Rapids        |                        |                   | 0     |                  |                  |  |  |              |              |  |  |                  |                  |
|  | Real Salt Lake         | 1                      |                   |       |                  |                  |  |  |              |              |  |  |                  |                  |
|  | Real Salt Lake         | 1                      | Real Salt Lake    | 3     |                  |                  |  |  |              |              |  |  |                  |                  |
|  |                        |                        |                   | 3     |                  |                  |  |  |              |              |  |  |                  |                  |
|  |                        | Los Angeles Galaxy     | 2                 |       |                  |                  |  |  |              |              |  |  |                  |                  |
|  | Los Angeles F. C.      | Los Angeles Galaxy     | 2                 | 0     |                  |                  |  |  |              |              |  |  |                  |                  |
|  | Los Angeles F. C.      |                        |                   | 0     |                  |                  |  |  |              |              |  |  |                  |                  |
|  | Los Angeles Galaxy     | 2                      |                   |       |                  |                  |  |  |              |              |  |  |                  |                  |
|  | Los Angeles Galaxy     | 2                      | Houston Dynamo    | 2     |                  |                  |  |  |              |              |  |  |                  |                  |
|  |                        |                        |                   | 2     |                  |                  |  |  |              |              |  |  |                  |                  |
|  |                        | Inter de Miami         | 1                 |       |                  |                  |  |  |              |              |  |  |                  |                  |
|  | New York Red Bulls     | Inter de Miami         | 1                 | 1 (3) |                  |                  |  |  |              |              |  |  |                  |                  |
|  | New York Red Bulls     |                        |                   | 1 (3) |                  |                  |  |  |              |              |  |  |                  |                  |
|  | F. C. Cincinnati       | 1 (5)                  |                   |       |                  |                  |  |  |              |              |  |  |                  |                  |
|  | F. C. Cincinnati       | 1 (5)                  | F. C. Cincinnati  | 3     |                  |                  |  |  |              |              |  |  |                  |                  |
|  |                        |                        |                   | 3     |                  |                  |  |  |              |              |  |  |                  |                  |
|  |                        | Pittsburgh Riverhounds | 1                 |       |                  |                  |  |  |              |              |  |  |                  |                  |
|  | Pittsburgh Riverhounds | Pittsburgh Riverhounds | 1                 | 1     |                  |                  |  |  |              |              |  |  |                  |                  |
|  | Pittsburgh Riverhounds |                        |                   | 1     |                  |                  |  |  |              |              |  |  |                  |                  |
|  | Columbus Crew          | 0                      |                   |       |                  |                  |  |  |              |              |  |  |                  |                  |
|  | Columbus Crew          | 0                      | F. C. Cincinnati  | 3 (4) |                  |                  |  |  |              |              |  |  |                  |                  |
|  |                        |                        |                   | 3 (4) |                  |                  |  |  |              |              |  |  |                  |                  |
|  |                        | Inter de Miami         | 3 (5)             |       |                  |                  |  |  |              |              |  |  |                  |                  |
|  | Birmingham Legion      | Inter de Miami         | 3 (5)             | 1     |                  |                  |  |  |              |              |  |  |                  |                  |
|  | Birmingham Legion      |                        |                   | 1     |                  |                  |  |  |              |              |  |  |                  |                  |
|  | Charlotte F. C.        | 0                      |                   |       |                  |                  |  |  |              |              |  |  |                  |                  |
|  | Charlotte F. C.        | 0                      | Birmingham Legion | 0     |                  |                  |  |  |              |              |  |  |                  |                  |
|  |                        |                        |                   | 0     |                  |                  |  |  |              |              |  |  |                  |                  |
|  |                        | Inter de Miami         | 1                 |       |                  |                  |  |  |              |              |  |  |                  |                  |
|  | Inter de Miami         | Inter de Miami         | 1                 | 2     |                  |                  |  |  |              |              |  |  |                  |                  |
|  | Inter de Miami         |                        |                   | 2     |                  |                  |  |  |              |              |  |  |                  |                  |
|  | Nashville S. C.        | 1                      |                   |       |                  |                  |  |  |              |              |  |  |                  |                  |
|  | Nashville S. C.        | 1                      |                   |       |                  |                  |  |  |              |              |  |  |                  |                  |

### Octavos de final
En esta ronda participaron un total de 16 equipos, todos ganadores de la cuarta ronda. Los partidos se jugaron entre el 23 y 24 de mayo de 2023.
| 23 de mayo | Inter de Miami               | 2 – 1   | Nashville S. C. | DRV PNK Stadium, Fort Lauderdale                        |                                                         |
| 19:30 EDT  | - Negri 57' - Stefanelli 73' | Reporte | Muyl 66'        | Asistencia: 2244 espectadores Árbitro(s): Lukasz Szpala | Asistencia: 2244 espectadores Árbitro(s): Lukasz Szpala |

| 23 de mayo | New York Red Bulls                      | 1 – 1 (t. s.)(3 – 5 p.)    | F. C. Cincinnati                               | Red Bull Arena, Harrison                                |                                                         |
| 19:30 EDT  | Vanzeir 90+2'                           | Reporte                    | Kubo 42'                                       | Asistencia: 4131 espectadores Árbitro(s): Fotis Bazakos | Asistencia: 4131 espectadores Árbitro(s): Fotis Bazakos |
|            |                                         | Tiros desde el punto penal |                                                |                                                         |                                                         |
|            | - Vanzeir - Manoel - Carmona - Cásseres |                            | - Acosta - Moreno - Badji - Mosquera - Barreal |                                                         |                                                         |

| 23 de mayo | Houston Dynamo                             | 4 – 0   | Minnesota United | Shell Energy Stadium, Houston                          |                                                        |
| 19:30 CDT  | - Baird 33' (pen.), 68', 89' - Ibrahim 79' | Reporte |                  | Asistencia: 2947 espectadores Árbitro(s): Ramy Touchan | Asistencia: 2947 espectadores Árbitro(s): Ramy Touchan |

| 23 de mayo | Los Angeles F. C. | 0 – 2   | Los Angeles Galaxy    | BMO Stadium, Los Ángeles                                  |                                                           |
| 19:30 PDT  |                   | Reporte | - Boyd 49' - Puig 52' | Asistencia: 16 362 espectadores Árbitro(s): Allen Chapman | Asistencia: 16 362 espectadores Árbitro(s): Allen Chapman |

| 24 de mayo | Pittsburgh Riverhounds | 1 – 0   | Columbus Crew | Highmark Stadium, Pittsburgh                            |                                                         |
| 19:00 EDT  | Dikwa 22'              | Reporte |               | Asistencia: 6107 espectadores Árbitro(s): Jeremy Scheer | Asistencia: 6107 espectadores Árbitro(s): Jeremy Scheer |

| 24 de mayo | Birmingham Legion | 1 – 0   | Charlotte F. C. | Protective Stadium, Birmingham                                 |                                                                |
| 19:00 CDT  | Kasim 60'         | Reporte |                 | Asistencia: 12 722 espectadores Árbitro(s): Guido Gonzales Jr. | Asistencia: 12 722 espectadores Árbitro(s): Guido Gonzales Jr. |

| 24 de mayo | Austin F. C. | 0 – 2   | Chicago Fire                  | Q2 Stadium, Austin         |                            |
| 20:00 CDT  |              | Reporte | - Czichos 27' - Przybyłko 77' | Árbitro(s): Alex Chilowicz | Árbitro(s): Alex Chilowicz |

| 24 de mayo | Colorado Rapids | 0 – 1   | Real Salt Lake | DSG Park, Commerce City    |                            |
| 20:00 MDT  |                 | Reporte | Savarino 30'   | Árbitro(s): Andrew Musashe | Árbitro(s): Andrew Musashe |

### Cuartos de final
En esta ronda participaron un total de 8 equipos, todos ganadores de los octavos de final. Los partidos se jugaron entre el 6 y 7 de junio de 2023.
| 6 de junio | F. C. Cincinnati                          | 3 – 1   | Pittsburgh Riverhounds | TQL Stadium, Cincinnati                                     |                                                             |
| 19:00 EDT  | - Vazquez 56' - Barreal 71' - Arias 90+2' | Reporte | Showunmi 90+4'         | Asistencia: 16 613 espectadores Árbitro(s): Elvis Osmanovic | Asistencia: 16 613 espectadores Árbitro(s): Elvis Osmanovic |

| 6 de junio | Chicago Fire | 1 – 4   | Houston Dynamo                                     | SeatGeek Stadium, Chicago                                    |                                                              |
| 19:30 CDT  | Souquet 40'  | Reporte | - Bassi 12' (pen.) - Aliyu 31', 59' - Quiñónes 74' | Asistencia: 7512 espectadores Árbitro(s): Marcos de Oliveira | Asistencia: 7512 espectadores Árbitro(s): Marcos de Oliveira |

| 7 de junio | Birmingham Legion | 0 – 1   | Inter de Miami | Protective Stadium, Birmingham                                |                                                               |
| 19:00 CDT  |                   | Reporte | Stefanelli 56' | Asistencia: 18 418 espectadores Árbitro(s): Sergii Demianchuk | Asistencia: 18 418 espectadores Árbitro(s): Sergii Demianchuk |

| 7 de junio | Real Salt Lake                              | 3 – 2   | Los Angeles Galaxy               | America First Field, Sandy                               |                                                          |
| 19:30 MST  | - Kreilach 19', 45+6' (pen.) - Savarino 51' | Reporte | - Brugman 82' (pen.) - Costa 84' | Asistencia: 20 712 espectadores Árbitro(s): Ramy Touchan | Asistencia: 20 712 espectadores Árbitro(s): Ramy Touchan |

### Semifinales
En esta ronda participaron un total de 4 equipos, todos ganadores de los cuartos de final. Los partidos se jugaron el 23 de agosto de 2023.
| 23 de agosto | F. C. Cincinnati                                   | 3 – 3 (t. s.)(4 – 5 p.)    | Inter de Miami                                 | TQL Stadium, Cincinnati                                      |                                                              |
| 19:00 EDT    | - Acosta 18' - Vázquez 53' - Kubo 114'             | Reporte                    | - Campana 68', 90+7' - Martínez 93'            | Asistencia: 25 513 espectadores Árbitro(s): Joseph Dickerson | Asistencia: 25 513 espectadores Árbitro(s): Joseph Dickerson |
|              |                                                    | Tiros desde el punto penal |                                                |                                                              |                                                              |
|              | - Kubo - Arias - Sergio Santos - Miazga - Hagglund |                            | - Messi - Farías - Ruiz - Martínez - Cremaschi |                                                              |                                                              |

| 23 de agosto | Houston Dynamo                                       | 3 – 1 (t. s.) | Real Salt Lake | Shell Energy Stadium, Houston                             |                                                           |
| 20:30 CDT    | - Herrera 45+4' - Carrasquilla 105' - Caicedo 120+5' | Reporte       | Julio 64'      | Asistencia: 11 137 espectadores Árbitro(s): Lukasz Szpala | Asistencia: 11 137 espectadores Árbitro(s): Lukasz Szpala |

### Final
En esta ronda participaron un total de 2 equipos, los ganadores de las semifinales. El partido se jugó el 27 de septiembre de 2023.
| 27 de septiembre | Inter de Miami | 1 – 2   | Houston Dynamo                  | DRV PNK Stadium, Fort Lauderdale                        |                                                         |
| 20:30 (UTC-4)    | Martínez 90+2' | Reporte | - Dorsey 24' - Bassi 33' (pen.) | Asistencia: 20 288 espectadores Árbitro(s): Jon Freemon | Asistencia: 20 288 espectadores Árbitro(s): Jon Freemon |

| 1     | POR   | Drake Callender    |     |
| 2     | DEF   | DeAndre Yedlin     | 76' |
| 27    | DEF   | Serhiy Kryvtsov    |     |
| 31    | DEF   | Kamal Miller       |     |
| 32    | DEF   | Noah Allen         |     |
| 30    | MED   | Benjamin Cremaschi | 84' |
| 5     | MED   | Sergio Busquets    |     |
| 8     | MED   | Diego Gómez        | 46' |
| 11    | DEL   | Facundo Farías     |     |
| 9     | DEL   | Leonardo Campana   |     |
| 16    | DEL   | Robert Taylor      | 46' |
| D. T. | D. T. | Gerardo Martino    |     |

| 13    | POR   | Andrew Tarbell         |       |
| 2     | DEF   | Franco Escobar         |       |
| 28    | DEF   | Erik Sviatchenko       |       |
| 31    | DEF   | Micael                 |       |
| 25    | DEF   | Griffin Dorsey         |       |
| 20    | MED   | Adalberto Carrasquilla | 90+1' |
| 16    | MED   | Héctor Herrera         |       |
| 6     | MED   | Artur                  |       |
| 8     | DEL   | Amine Bassi            | 84'   |
| 11    | DEL   | Corey Baird            | 84'   |
| 21    | DEL   | Nelson Quiñónes        | 79'   |
| D. T. | D. T. | Ben Olsen              |       |

| 3  | MED | Dixon Arroyo       | 46' |
| 17 | DEL | Josef Martínez     | 46' |
| 41 | MED | David Ruiz         | 76' |
| 22 | DEL | Nicolás Stefanelli | 84' |

| 3  | DEF | Brad Smith     | 79'   |
| 27 | MED | Luis Caicedo   | 84'   |
| 18 | DEL | Ibrahim Aliyu  | 84'   |
| 17 | DEF | Teenage Hadebe | 90+1' |

| 90+2' | Josef Martínez | 1:2 |

| 24' · 33' | Griffin Dorsey Amine Bassi | 0:1 0:2 |

| 16' · 19' · 32' | Serhiy Kryvtsov Noah Allen DeAndre Yedlin |

| 12' | Franco Escobar |

| Principal  | Jon Freemon        |
| Asistentes | Cameron Blanchard  |
|            | Logan Brown        |
| Cuarto     | Guido Gonzáles Jr. |

| VAR            | Younes Marrakchi |
| Asistentes VAR | TJ Zablocki      |

| 1     | POR   | Drake Callender    |     |
| 2     | DEF   | DeAndre Yedlin     | 76' |
| 27    | DEF   | Serhiy Kryvtsov    |     |
| 31    | DEF   | Kamal Miller       |     |
| 32    | DEF   | Noah Allen         |     |
| 30    | MED   | Benjamin Cremaschi | 84' |
| 5     | MED   | Sergio Busquets    |     |
| 8     | MED   | Diego Gómez        | 46' |
| 11    | DEL   | Facundo Farías     |     |
| 9     | DEL   | Leonardo Campana   |     |
| 16    | DEL   | Robert Taylor      | 46' |
| D. T. | D. T. | Gerardo Martino    |     |

| 13    | POR   | Andrew Tarbell         |       |
| 2     | DEF   | Franco Escobar         |       |
| 28    | DEF   | Erik Sviatchenko       |       |
| 31    | DEF   | Micael                 |       |
| 25    | DEF   | Griffin Dorsey         |       |
| 20    | MED   | Adalberto Carrasquilla | 90+1' |
| 16    | MED   | Héctor Herrera         |       |
| 6     | MED   | Artur                  |       |
| 8     | DEL   | Amine Bassi            | 84'   |
| 11    | DEL   | Corey Baird            | 84'   |
| 21    | DEL   | Nelson Quiñónes        | 79'   |
| D. T. | D. T. | Ben Olsen              |       |

| 3  | MED | Dixon Arroyo       | 46' |
| 17 | DEL | Josef Martínez     | 46' |
| 41 | MED | David Ruiz         | 76' |
| 22 | DEL | Nicolás Stefanelli | 84' |

| 3  | DEF | Brad Smith     | 79'   |
| 27 | MED | Luis Caicedo   | 84'   |
| 18 | DEL | Ibrahim Aliyu  | 84'   |
| 17 | DEF | Teenage Hadebe | 90+1' |

| 90+2' | Josef Martínez | 1:2 |

| 24' · 33' | Griffin Dorsey Amine Bassi | 0:1 0:2 |

| 16' · 19' · 32' | Serhiy Kryvtsov Noah Allen DeAndre Yedlin |

| 12' | Franco Escobar |

| Principal  | Jon Freemon        |
| Asistentes | Cameron Blanchard  |
|            | Logan Brown        |
| Cuarto     | Guido Gonzáles Jr. |

| VAR            | Younes Marrakchi |
| Asistentes VAR | TJ Zablocki      |

| 1     | POR   | Drake Callender    |     |
| 2     | DEF   | DeAndre Yedlin     | 76' |
| 27    | DEF   | Serhiy Kryvtsov    |     |
| 31    | DEF   | Kamal Miller       |     |
| 32    | DEF   | Noah Allen         |     |
| 30    | MED   | Benjamin Cremaschi | 84' |
| 5     | MED   | Sergio Busquets    |     |
| 8     | MED   | Diego Gómez        | 46' |
| 11    | DEL   | Facundo Farías     |     |
| 9     | DEL   | Leonardo Campana   |     |
| 16    | DEL   | Robert Taylor      | 46' |
| D. T. | D. T. | Gerardo Martino    |     |

| 13    | POR   | Andrew Tarbell         |       |
| 2     | DEF   | Franco Escobar         |       |
| 28    | DEF   | Erik Sviatchenko       |       |
| 31    | DEF   | Micael                 |       |
| 25    | DEF   | Griffin Dorsey         |       |
| 20    | MED   | Adalberto Carrasquilla | 90+1' |
| 16    | MED   | Héctor Herrera         |       |
| 6     | MED   | Artur                  |       |
| 8     | DEL   | Amine Bassi            | 84'   |
| 11    | DEL   | Corey Baird            | 84'   |
| 21    | DEL   | Nelson Quiñónes        | 79'   |
| D. T. | D. T. | Ben Olsen              |       |

| 3  | MED | Dixon Arroyo       | 46' |
| 17 | DEL | Josef Martínez     | 46' |
| 41 | MED | David Ruiz         | 76' |
| 22 | DEL | Nicolás Stefanelli | 84' |

| 3  | DEF | Brad Smith     | 79'   |
| 27 | MED | Luis Caicedo   | 84'   |
| 18 | DEL | Ibrahim Aliyu  | 84'   |
| 17 | DEF | Teenage Hadebe | 90+1' |

| 90+2' | Josef Martínez | 1:2 |

| 24' · 33' | Griffin Dorsey Amine Bassi | 0:1 0:2 |

| 16' · 19' · 32' | Serhiy Kryvtsov Noah Allen DeAndre Yedlin |

| 12' | Franco Escobar |

| Principal  | Jon Freemon        |
| Asistentes | Cameron Blanchard  |
|            | Logan Brown        |
| Cuarto     | Guido Gonzáles Jr. |

| VAR            | Younes Marrakchi |
| Asistentes VAR | TJ Zablocki      |

| 1     | POR   | Drake Callender    |     |
| 2     | DEF   | DeAndre Yedlin     | 76' |
| 27    | DEF   | Serhiy Kryvtsov    |     |
| 31    | DEF   | Kamal Miller       |     |
| 32    | DEF   | Noah Allen         |     |
| 30    | MED   | Benjamin Cremaschi | 84' |
| 5     | MED   | Sergio Busquets    |     |
| 8     | MED   | Diego Gómez        | 46' |
| 11    | DEL   | Facundo Farías     |     |
| 9     | DEL   | Leonardo Campana   |     |
| 16    | DEL   | Robert Taylor      | 46' |
| D. T. | D. T. | Gerardo Martino    |     |

| 13    | POR   | Andrew Tarbell         |       |
| 2     | DEF   | Franco Escobar         |       |
| 28    | DEF   | Erik Sviatchenko       |       |
| 31    | DEF   | Micael                 |       |
| 25    | DEF   | Griffin Dorsey         |       |
| 20    | MED   | Adalberto Carrasquilla | 90+1' |
| 16    | MED   | Héctor Herrera         |       |
| 6     | MED   | Artur                  |       |
| 8     | DEL   | Amine Bassi            | 84'   |
| 11    | DEL   | Corey Baird            | 84'   |
| 21    | DEL   | Nelson Quiñónes        | 79'   |
| D. T. | D. T. | Ben Olsen              |       |

| 3  | MED | Dixon Arroyo       | 46' |
| 17 | DEL | Josef Martínez     | 46' |
| 41 | MED | David Ruiz         | 76' |
| 22 | DEL | Nicolás Stefanelli | 84' |

| 3  | DEF | Brad Smith     | 79'   |
| 27 | MED | Luis Caicedo   | 84'   |
| 18 | DEL | Ibrahim Aliyu  | 84'   |
| 17 | DEF | Teenage Hadebe | 90+1' |

| 90+2' | Josef Martínez | 1:2 |

| 24' · 33' | Griffin Dorsey Amine Bassi | 0:1 0:2 |

| 16' · 19' · 32' | Serhiy Kryvtsov Noah Allen DeAndre Yedlin |

| 12' | Franco Escobar |

| Principal  | Jon Freemon        |
| Asistentes | Cameron Blanchard  |
|            | Logan Brown        |
| Cuarto     | Guido Gonzáles Jr. |

| VAR            | Younes Marrakchi |
| Asistentes VAR | TJ Zablocki      |

|                                   |
| Bandera de Texas                  |
| Campeón Houston Dynamo 2.º título |

## Derechos de transmisión
Turner Sports tuvo los derechos para transmitir la U.S. Open Cup de 2023 a 2030, como parte de un acuerdo de derechos de medios más amplio con la Federación de Fútbol de los Estados Unidos.
Por su parte, en España la final se pudo seguir por Movistar.